# Tiburones Rugby Club
Los Tiburones Rugby Club, también conocido como Asociación Deportiva Naval, es un club de rugby en la ciudad de Guayaquil, en Ecuador.